# École internationale de création audiovisuelle et de réalisation
L’École internationale de création audiovisuelle et de réalisation (EICAR) est un établissement privé d'enseignement technique supérieur du son et de l'image fondé par Jean-Paul Vuillin. Racheté par le groupe YNOV Campus en 2015,  il est implanté à Ivry-sur-Seine et Villeurbanne depuis 2021.

## Historique

### 1972-1994: de l'actorat à l'EICAR
En 1972, Jean-Paul Vuillin, réalisateur et responsable du cinéma du Centre culturel culturel franco-nigérien à Niamey, y constitue sur une idée partagée avec Jean Rouch, un centre de formation aux métiers du cinéma, qu'il anime personnellement.
Deux ans plus tard, de retour à Paris, il crée l’Actorat du cinéma à l’American Center de Paris, principalement consacré à la formation des acteurs qui se destinent à une carrière cinématographique, en distinguant les différentes méthodes de travail qu'il y a entre cinéma et théâtre. Il crée également d'autres départements pour le cinéma : « écriture de scénario », « réalisation » et « production » ainsi qu'une section JRI (journaliste reporter d'images).
L'actrice Alice Sapritch vient chaque semaine donner des cours aux étudiants. 

### 1995-2005: l'Eicar à Paris
En 1995, Jean-Paul Vuillin fonde le Groupe Eicar.

### 2003-2006: l'Eicar-Cherbourg
En 2002, informé par ce projet bellifontain de Jean-Paul Vuillin, Jean-François Le Grand, président du conseil général de la Manche, lui propose d'installer son école à Cherbourg-Octeville. Jean-Paul Vuillin crée en novembre 2003 l'Eicar-Cherbourg qui devient locataire d'une partie de l'ancien hôpital militaire René-Le-Bas, réhabilité en Centre international des métiers artistiques et techniques de l'image et du son (CIMATIS), conçu autour de l'école.
Quatre BTS audiovisuels (« image », « son », « montage » et « production ») s'y installent. L'Eicar, avec ses deux pôles parisien et normand devient alors le premier « Campus européen privé audiovisuel » avec 40 000 m2 de surfaces d’enseignement. David Amsalem est nommé chef d'établissement pendant deux années (2003/2005), et Rémy Janville lui succède en octobre 2005. Dès la première année, les étudiants de BTS sont confrontés, lors de leur examen national, à des exercices sur des machines auxquels l'EICAR ne les a jamais formés. Dès lors, la question de la qualité de la formation de cette école se pose. À cette époque, Léonard Lièvre, journaliste à La Manche libre écrit : l'Eicar n'est pas reconnue par la profession car elle ne répond pas aux critères retenus par le Centre international de liaison des écoles de cinéma et de télévision (Cilect).
À la suite de difficultés financières et un redressement judiciaire en juillet 2006, l'établissement cherbourgeois cesse ses activités et mis en septembre 2006 en liquidation judiciaire par le tribunal de commerce de Cherbourg-Octeville, avec un passif estimé à 1,5 million d'euros.

### 2005: installation à la Plaine-Saint-Denis et «internationalisation»
En 2005, EICAR de Paris s'implante sur le Parc Icade-EMGP de La Plaine-Saint-Denis. Lionel Haidant est nommé responsable du Département son jusqu'en 2007.
En 2013, EICAR accueille 820 élèves de 60 nationalités différentes, mais pas uniquement dans les métiers du cinéma .
EICAR rejoint le groupe d’enseignement YNOV Campus en 2014.
EICAR déménage à la rentrée 2021 dans des nouveaux campus à Ivry-sur-Seine et Villeurbanne.
Frédéric Sitterlé, entrepreneur de la Tech, des médias et de l'audiovisuel prend la direction de l'école EICAR en 2023.

## Formation
Le contenu de la formation est critiqué. Des étudiants affirment, en 2023, être livrés à eux-mêmes avec une centaine d'heures de cours effectives par an, de fin septembre à avril.